# Кириченко, Валерий Павлович
Валерий Павлович Кириченко (9 июля 1947, Шяуляй, Литовская ССР, СССР — 11 апреля 2016, Усть-Каменогорск, Казахстан) — советский и казахстанский хоккеист и тренер.

## Игрок
Воспитанник омской школы хоккея с шайбой. Начал хоккейную карьеру в «Аэрофлоте». После 2 сезонов перешёл в усть-каменогорское «Торпедо» в 1965 году. В 1971 году один сезон провёл в хабаровском СКА. После, до окончания карьеры играл в усть-каменогорском «Торпедо».

## Тренер
В основном тренировал молодёжные и юниорские сборные Казахстана, входил в тренерский штаб усть-каменогорского «Торпедо». Победитель зимней Универсиады 1995 года со сборной Казахстана.